# Худолаз (Челябинская область)
Худолаз — упразднённый хутор в Кизильском районе Челябинской области. На момент упразднения входил в состав Кизильского сельсовета. Исключён из учётных данных в 1995 году.

## Топоним
Ойконим — от гидронима Худолаз.

## География
Располагался на левом берегу реки Худолаз вблизи места впадения её в Урал, на расстоянии примерно 6,5 км по прямой к юго-востоку от села Кизильское.

## История
По данным на 1970 год хутор Худолаз входил в состав Кизильского сельсовета. В нём располагалась бригада колхоза имени Ленина.
Исключен из учётных данных Постановлением Областной Думы Челябинской области от 21 декабря 1995 года № 307.

## Население
| 1970 | 1977 | 1983 |
| ---- | ---- | ---- |
| 9    | ↘7   | ↘3   |